# Krut
Krut, též kroucení, zkroucení či latinsky torze, je v mechanice a fyzice pootočení na soumezném řezu, v jeho rovině, mechanické namáhání po tečně.
Jde ve statice o mechanické pnutí způsobené zkroucením, pootočením. V dynamice se tento pojem používá pro popis stáčení trajektorií kolem podélné osy.
Jde o jevy ve 3D prostoru, především šroubovicové, kdy se například mechanické pnutí rovnoměrně rozloží podél celé délky, že je přírůstek úhlu pootočení přirozeně stejný na všech délkových úsecích podél osy.
Typicky lze torzní deformaci pozorovat na válcových vinutých pružinách, a to jak při jejich podélném stlačování / natahování (například v propisce), kdy je torzně v závitech namáhán její vinutý drát, tak i při jejím zkrutu v její podélné ose, jako celkového válce (například v pastičce na myši).
Torzně naopak není namáhána naplocho (ve 2D) vinutá spirální pružina (například nepokoj v hodinách), která je po celé délce jen ohýbána (při proměnlivém poloměru navíc nerovnoměrně). Výsledné působení na hřídel však již je krutné, když se přenáší kroutící moment mezi soustrojími, mezi dvěma konci hřídele.

## Kroutící moment
Rozdíl v pojmech točivý moment versus kroutící moment lze chápat buď tak, že krut je jen statické silové působení, bez pohybu, kdežto o otáčivém silovém působení se mluví až v souvislosti s pohybem, s probíhajícím otáčením, tedy již v dynamice, anebo lze alternativně obojí uvažovat za synonymní.